# Allumette Lake
Allumette Lake (engelska) eller lac aux Allumettes (franska) är en sjö i Kanada.   Den ligger på gränsen mellan provinserna Ontario och Québec, i den sydöstra delen av landet, 130 km väster om huvudstaden Ottawa. Allumette Lake ligger 108 meter över havet.